# Forstmühle (Kitzingen)
Die Forstmühle (früher Hausnummer 826) ist eine ehemalige Getreidemühle im unterfränkischen Kitzingen. Die Mühle lag am Bimbach im Osten der Gemarkung von Kitzingen-Etwashausen und war im 19. und 20. Jahrhundert zeitweise ein Ortsteil der Stadt.

## Geschichte
Die Forstmühle entstand im äußersten Osten der Kitzinger Gemarkung auf Etwashäuser Mainseite. Weiter östlich beginnt die Gemarkung von Großlangheim. Ihren Namen erhielt die Mühle durch ihre Lage in der Nähe zum sogenannten Gültholz. Das Mittelalter über war die Anlage dem Dorfgericht Großlangheim zugeordnet und gehörte zum Spital Kitzingen. Im 17. Jahrhundert diente sie als Kundenmühle für die Bevölkerung der Kitzinger Vorstadt Etwashausen. Als solche taucht sich auch auf dem Plan Kitzingens von Salomon Codomann aus dem Jahr 1628 auf.
Die Forstmühle geriet in der NS-Zeit immer wieder in den Blick der Behörden. Bereits 1934 wurde der Bimbach vom Reichsarbeitsdienst während der Entwässerung des Gültholzes begradigt. Im vorletzten Kriegsjahr des Zweiten Weltkrieges erweiterte die Luftwaffe ihren Standort in Kitzingen. Unter anderem sollten nun Nachtjäger hier starten können. Die Mühle wurde im Zuge des Startbahnbaus abgebrochen und der Flugplatz schließlich erweitert. Heute befindet sich das Areal der ehemaligen Mühle in einem ausgedehnten Industriegebiet der Stadt Kitzingen.

## Ortsteil
Im Jahr 1867 wurde die Forstmühle als Einöde in der Gemarkung der damals unmittelbaren Stadt Kitzingen bezeichnet. Der Ortsteil bestand aus drei Gebäuden und war der Poststation, Pfarrei und Schule Kitzingen zugeordnet. Letztmals wurde die Forstmühle 1925 als Ortsteil genannt.
| Jahr | Einwohner | Jahr | Einwohner | Jahr | Einwohner | Jahr | Einwohner | Jahr | Einwohner |
| ---- | --------- | ---- | --------- | ---- | --------- | ---- | --------- | ---- | --------- |
| 1867 | 8         | 1875 | 8         | 1888 | 5         | 1900 | 6         | 1925 | 12        |